# Den perfekta stormen
Den perfekta stormen (engelska The Perfect Storm) är en amerikansk-tysk action-drama-thriller från 2000 i regi av Wolfgang Petersen med George Clooney i huvudrollen. Filmen hade Sverigepremiär den 16 augusti 2000.

## Handling
Filmen handlar om ett gäng fiskare och kapten Billy Tyne (George Clooney) som efter en lång tid ute till havs kommer iland. Men när Billy inte får tillräckligt hög lön bestämmer han sig efter två dagar att gå ut igen, trots stormvarning. Efter några dagar ute till havs börjar en storm härska över östra nordatlanten och frågan är bara om Billy och hans gäng kan komma hem välbehållna?

## Om filmen
Den perfekta stormen är regisserad av Wolfgang Petersen och baseras på en roman av Sebastian Junger och är verklighetsbaserad.
Filmen nominerades för 2 Oscar för bästa specialeffekter (gjorda under ledning av John Frazier) och bästa ljud. Filmen förlorade båda mot Gladiator.

## I TV-serier
I både The Simpsons och Family Guy så har det gjorts parodier på denna film.

## Rollista (i urval)
- George Clooney - kapten Billy Tyne
- Mark Wahlberg - Bobby Shatford
- Diane Lane - Christina 'Chris' Cotter
- John C. Reilly - Dale 'Murph' Murphy
- William Fichtner - David 'Sully' Sullivan
- Bob Gunton - Alexander McAnally III, Mistral Owner
- Christopher McDonald - Todd Gross
- Karen Allen - Melissa Brown
- Mary Elizabeth Mastrantonio - Linda Greenlaw
- Allen Payne - Alfred Pierre
- John Hawkes - Mike 'Bugsy' Moran
- Michael Ironside - Bob Brown
- Dash Mihok - sgt. Jeremy Mitchell